# Дельфо Белліні
Дельфо Белліні (італ. Delfo Bellini, 13 січня 1900, Генуя — 11 вересня 1953, Павія) — італійський футболіст, що грав на позиції захисника, зокрема за національну збірну Італії. По завершенні ігрової кар'єри — тренер.

## Клубна кар'єра
У дорослому футболі дебютував 1918 року виступами за команду «Самп'єрдаренезе», в якій провів три сезони, взявши участь в 11 матчах чемпіонату. 
Протягом 1921—1922 років захищав кольори клубу «Сестрезе», після чого перейшов до «Дженоа». Відіграв за генуезький клуб наступні три сезони своєї ігрової кар'єри.
Згодом протягом двох сезонів грав за «Інтернаціонале», після чого на сезон повертався до «Дженоа».
Завершував ігрову кар'єру у команді «Ла Домінанте», за яку виступав протягом 1928—1930 років.

## Виступи за збірну
1924 року дебютував в офіційних матчах у складі національної збірної Італії.
У складі збірної був учасником  футбольного турніру на Олімпійських іграх 1928 року в Амстердамі, на якому команда здобула бронзові нагороди, а сам гравець виходив на поле лише у грі за третє місце.
Загалом протягом кар'єри у національній команді, яка тривала п'ять років, провів у її формі 8 матчів.

## Кар'єра тренера
Розпочав тренерську кар'єру в команді «Риваролезе».
Протягом тренерської кар'єри також очолював команди «Понтедечимо», «Самп'єрдаренезе» і «Вальпольчевера».
Помер 11 вересня 1953 року на 54-му році життя у Павії.
| Дата       | Місто     | Господарі | Результат | Гості     | Турнір                       | Голи | Примітки  |
| ---------- | --------- | --------- | --------- | --------- | ---------------------------- | ---- | --------- |
| 23/11/1924 | Дуйсбург  | Німеччини | 0 – 1     | Італія    | товариський матч             | -    |           |
| 04/11/1925 | Падуя     | Італія    | 2 – 1     | Югославія | товариський матч             | -    |           |
| 08/11/1925 | Будапешт  | Угорщина  | 1 – 1     | Італія    | товариський матч             | -    |           |
| 18/04/1926 | Цюрих     | Швейцарія | 1 – 1     | Італія    | товариський матч             | -    |           |
| 09/05/1926 | Мілан     | Італія    | 3 – 2     | Швейцарія | товариський матч             | -    |           |
| 29/05/1927 | Болонья   | Італія    | 2 – 0     | Іспанія   | товариський матч             | -    |           |
| 22/04/1928 | Хіхон     | Іспанія   | 1 – 1     | Італія    | товариський матч             | -    |           |
| 10/06/1928 | Амстердам | Єгипет    | 3 – 11    | Італія    | ОІ 1928 - Гра за третє місце | -    | 3-є місце |
| Усього     |           | Матчів    | 8         |           | Голів                        | -    |           |

## Титули і досягнення
- Бронзовий олімпійський призер: 1928